# Севрюков, Алексей Сидорович
Алексе́й Си́дорович Севрюко́в (1906—1945) — старший сержант Рабоче-крестьянской Красной Армии, участник Великой Отечественной войны, Герой Советского Союза (1945).

## Биография
Родился 29 марта 1906 года в селе Малая Грибановка (ныне — Грибановский район, Воронежская область). После окончания начальной школы работал в колхозе. 
В 1941 году призван на службу в РККА. С того же года — на фронтах Великой Отечественной войны.
К январю 1945 года командовал орудием 290-го гвардейского стрелкового полка 95-й гвардейской стрелковой дивизии 5-й гвардейской армии 1-го Украинского фронта. Отличился во время освобождения Польши.
12 января 1945 года расчёт Севрюкова участвовал в прорыве немецкой обороны с Сандомирского плацдарма, нанеся противнику большие потери. Около села Ястшембец он принимал активное участие в отражении крупной немецкой контратаки, лично подбив один из танков. В том бою он и погиб.
Похоронен в Ястшембце.
Указом Президиума Верховного Совета СССР от 10 апреля 1945 года гвардии старший сержант Алексей Севрюков посмертно был удостоен звания Героя Советского Союза. Также был награждён орденом Ленина и орденами Отечественной войны 1-й и 2-й степеней.
В честь Севрюкова названа улица и установлен памятник в Малой Грибановке.